# الهام نمیق کمال
الهام نمیق کمال اوغلو احمدوف (ترکی آذربایجانی: İlham Namiq Kamal oğlu Əhmədov؛ زادهٔ ۹ ژانویهٔ ۱۹۴۹) بازیگر و کارگردان اهل کشور جمهوری آذربایجان است.

## جوایز:
وی برندهٔ جوایزی همچون هنرمند خلق آذربایجان شده‌است.